# FS E.412
Pour les articles homonymes, voir E412.
La série E.412 est une locomotive électrique circulant notamment sur le réseau ferré italien.

## Utilisation

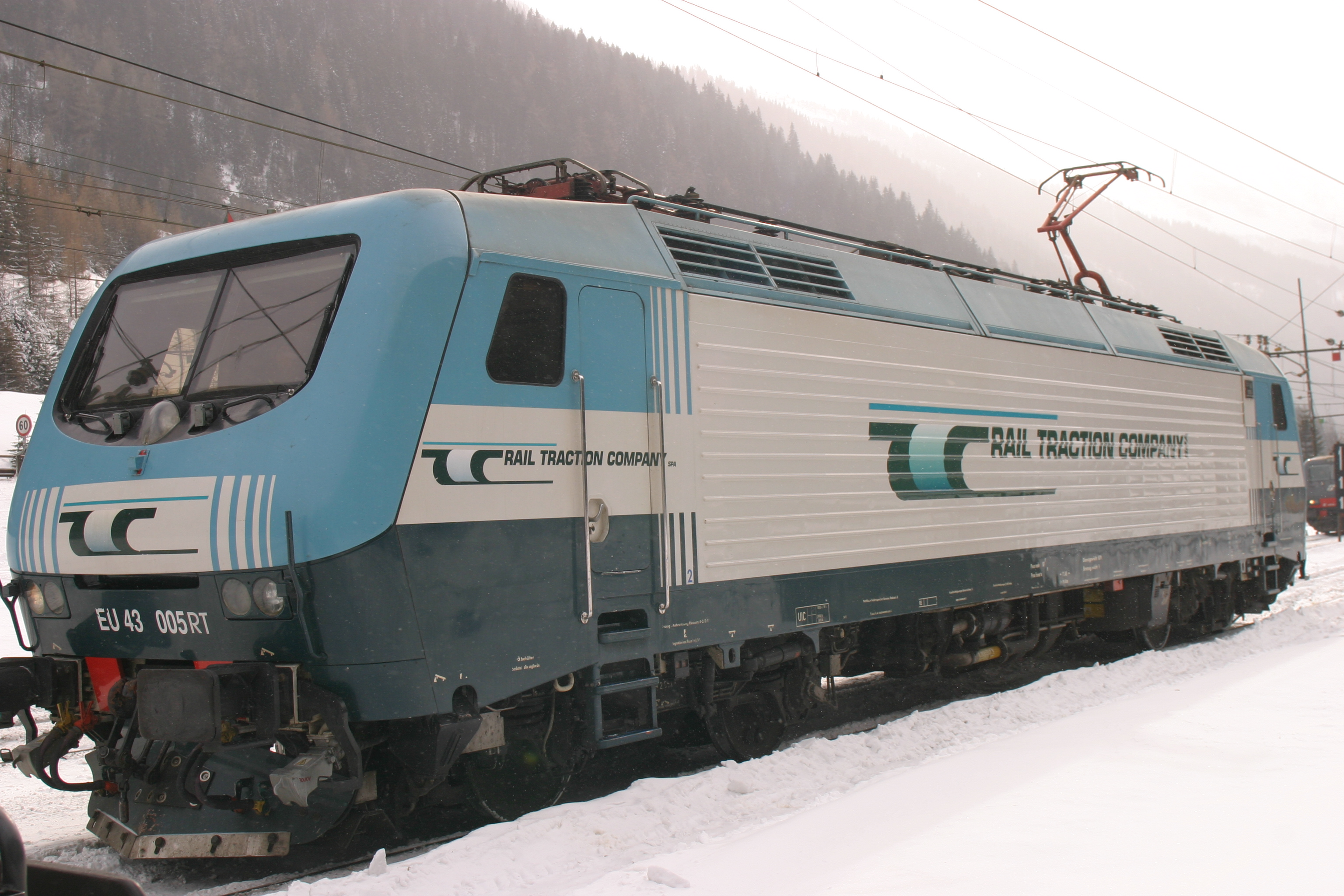
EU 43 RTC du même modèle.

Cette petite série a été construite pour fonctionner en unité multiple avec les locomotives autrichiennes dans le col du Brenner. (d'où les surnoms de Brennero ou Brennerlok)
La série compte 20 exemplaires. Huit autres avaient été commandées par les chemins de fer polonais mais n'ont jamais été livrées. Elles ont été achetées par la société privée RTC (rail traction company) et sont utilisées sur la même ligne[pas clair].

## Sources